# Playa de las Rotas
La playa de las Rotas de Denia (Alicante) España. Está compuesta por pequeñas calas de gran belleza, también posee un pequeño paseo por el que se hace muy agradable caminar ya que no hay carreteras colindantes ni edificaciones que nublen el bonito paisaje.